# Eikon

eikon, anciennement école de multimédia et d'art de Fribourg (émaf), est une école professionnelle en arts appliqués située sur l'ancien plateau industriel de Pérolles à Fribourg, en Suisse. 

## Formations
Eikon forme au CFC d'Interactive Media Designer en voie plein-temps durant 3 ou 4 ans, selon le niveau initial de l'étudiant ou le nombre de stage à effectuer. Les principales branches enseignées sont : le graphisme, la vidéo, l'animation graphique 2D et 3D, le son, les interfaces interactives et le développement web. 
L'école propose aussi de réaliser une maturité professionnelle type Arts visuels et arts appliqués.
Enfin, Eikon propose une classe préparatoire (PREPA) d'une année qui développe les bases nécessaires aux formations en communication visuelle et arts appliqués.

## Historique
L'école privée Ceruleum s'installe à Fribourg en 1987 afin d'offrir un programme de formation préparatoire aux écoles d'art ou à l'apprentissage de métiers artistiques.
En 1997, à la suite d'une proposition d'extension, Ceruleum devient École de multimédia et d'art de Fribourg (émaf), sous la direction d'Alain Vögeli. Société à responsabilité limitée, elle est une des premières écoles de Suisse à proposer la nouvelle formation de concepteur en multimédia.
Devenant société anonyme en 2002, elle déménage de la route des Arsenaux pour augmenter sa capacité d'accueil. L'émaf acquiert, puis rénove et transforme en 2004, le bâtiment dit La Timbale, situé à quelques centaines de mètres, rue Wilhelm-Kaiser 13, à Fribourg.
La structure, d'abord subventionnée, est rachetée par l'État de Fribourg au 1er septembre 2009,. Toutes les formations sont alors reprises sous l'égide de l'école des métiers de Fribourg. L'Émaf devient alors eikon, mot grec signifiant icône, image.
Une nouvelle ordonnance de formation, celle d'Interactive Media Designer CFC remplace dès 2014 le règlement provisoire de Concepteur Multimédia CFC. L'eikon devient alors une école à part entière, dépendante de la Direction de l'économie (DEE) et du Service de la Formation Professionnelle (SFP).
L'école voit au fil des ans se construire de nombreuses collaborations avec des partenaires en Suisse comme à l'étranger, notamment avec le Festival Images, le Montreux Jazz Festival, le Festival international du film de Fribourg (FIFF), Fri Art, Art Basel, la Fabrica Benetton, etc.
En février 2021, à la suite de l'affaire #balancetonprof, trois enseignants et le directeur sont suspendus afin de permettre la tenue d'une enquête administrative ordonnée par la DEE. Le 25 juin 2021, l'enquête administrative blanchit le directeur et un des enseignants suspendus alors qu'une enquête pénale a été ouverte envers deux enseignants. L'enquête administrative conclut à l’existence de certains comportements répréhensibles, qu'elle assimile à du harcèlement sexuel et qui sont constitutifs de fautes professionnelles graves. L'enquête pénale, close en décembre 2022, conclut qu'aucune charge ne peut être retenue contre ces deux enseignants,. Ces révélations ont entraîné la suspension du directeur de l'eikon, lequel a ensuite été mis hors de cause après une enquête administrative ainsi que l'ouverture de procédures de renvoi à l'encontre de deux enseignants.

## Situation
Installée dans l'ancienne usine de pâtes « La Timbale », bâtiment industriel datant de 1904, eikon se situe dans l'un des quartiers étudiants de la ville, à proximité de la salle de concert Fri-Son, et différents instituts de l'Université de Fribourg, l'Institut Adolphe Merkle, la Haute École d'ingénierie et d'architecture de Fribourg (HEIA-FR), la Haute école de Gestion (HEG) ainsi que la Haute école de Santé.